# Antonietta Fricci
Antonietta Fricci, nom artístic d'Antonietta Frietsche (Viena, 8 de gener de 1840 - Torí, 7 de setembre de 1912) fou una soprano italiana d'origen austríac.
Va estudiar amb la cèlebre Mathilde Marchesi al Conservatori de Viena diplomant-se el 1858. En aquesta ciutat, amb setze anys, va actuar per primera vegada en un concert (1856), mentre que el seu debut a Itàlia (que també fou la seva presentació teatral) tingué lloc a Pisa, el 1858, amb La traviata de Verdi i Poliuto de Donizetti. A partir de llavors va tenir una reeixida carrera internacional, amb papers de soprano dramàtica i mezzosoprano, actuant a Torí, Bolonya, Liorna, Florència i altres ciutats italianes, principalment amb Il trovatore.
El 1861 es presentà a Lisboa i el 1862 en l'Òpera Italiana de Moscou, actuant posteriorment al Covent Garden amb Les Huguenots. El 1877 digué l'adéu als escenaris, començant la seva activitat com a professora de cant.